# 聯邦君主制
聯邦君主制是一種政治體制，指的是聯邦制國家遵奉一位君主為整個聯邦的唯一國家元首，但在政府運作上則沒有一般單一制君主立憲政體的特徵有點類似共主邦聯；換言之，聯邦下的每個邦皆仍得保有其原有的體制。與之相對的是聯邦共和制。

## 政治學的術語
「聯邦君主制（Federal monarchy）」這個詞彙是由英國歷史學家愛德華·奧古斯塔·費里曼於其著作《聯邦政府的歷史》（History of Federal Government, 1863）中所首先引入英語的。然而，費里曼本人亦認為聯邦君主制僅能存在於理論中。

## 世界上的聯邦君主制

### 歷史上曾有的聯邦君主制
歷史上相當重要的一個聯邦君主制範例是1871年至1918年間的德意志帝國。德意志皇帝作為整個聯邦的君主，同時也是德意志帝國內最大的邦國－普魯士王國的君主，而其他的邦國，如巴伐利亞王國、薩克森王國或符騰堡王國等，則仍保留了自己的君主與軍隊。除了由這23個邦國的君主所組成的帝國外，德意志的聯邦體制下仍保有另外三個共和城邦，包括不萊梅、漢堡以及呂貝克自由市；此外，自1912年起獲得部分自治權的亞爾薩斯-洛林亦被認為是帝國下轄的共和領地之一。
聯邦君主體制亦曾於19世紀的義大利、奧匈帝國與20世紀的南斯拉夫等國國內引起政治爭論，但這些國家最終皆採納了該體制。舉例而言，義大利在1861年前並不是一個國家，而是一個由許多小型王國、公國及共和國等所組成的多元地區。而奧地利雖然在歷史上一直是一個國家，但其國內為數眾多的民族團體卻使統治相當不易，因此聯邦君主制的構想便被提出。南斯拉夫的狀況則與義大利相當類似，但其領土卻於早期被奧匈帝國與鄂圖曼帝國等國佔據。

### 現今的聯邦君主制國家
加拿大與澳大利亞則被認為是典型的聯邦君主制國家，因為兩者皆以查理三世為其國家的唯一元首。此外，在兩國的政治實務上，均會有一名總督以全國為統治範圍實行君主的權力，另有一名省督（加拿大）或州督（澳大利亞）於各省或各州內行使君主權力（在聯邦君主制的意義下，省總督或州總督即為該省或該州的君主代理人）。在這些國家中，各個政府層級的君主（首長）皆擁有獨立的法人格；舉例而言，加拿大君主可以合法對安大略君主提起告訴，即使兩人事實上即是同一人。這個法則在國際層級上亦適用，意即不列顛哥倫比亞君主只要具備了法定要件與法定程式，即可控告澳大利亞、維多利亞或英國等地的君主，然而上述的每一位君主事實上指的皆是同一人，即查理三世。
阿拉伯聯合大公國與馬來西亞聯邦亦是聯邦君主制國家，兩者的國家元首均須自邦國內的君主中挑選。
現今的比利時王國與西班牙王國經常被形容為聯邦君主制國家，但兩國政府均未正式承認，也從未將自己歸為該體系的一員。

### 現今趨向於聯邦君主制國家
西班牙的一級行政區——自治區，在《西班牙憲法》的授權下施行高度地方自治，使得西班牙在實務上為聯邦君主制，雖然西班牙政府並不公開表示。

## 聯邦君主制國家列表
| 國家           | 正式全稱                 | 一級行政區劃   | 國家元首                 | 政府首腦             | 政體   | 領土 |
| -------------- | ------------------------ | -------------- | ------------------------ | -------------------- | ------ | ---- |
|                | 澳大利亞聯邦             | 州與領地       | 澳大利亞君主             | 聯邦總理             | 議會制 |      |
| 比利时         | 比利時王國               | 社群與大區     | 比利時君主               | 比利時首相           | 議會制 |      |
| 加拿大         | 加拿大                   | 省與地區       | 加拿大君主               | 聯邦總理             | 議會制 |      |
| 马来西亚       | 馬來西亞聯邦             | 州與聯邦直轄區 | 馬來西亞最高元首         | 聯邦首相             | 議會制 |      |
| 圣基茨和尼维斯 | 聖克里斯多福及尼維斯聯邦 | 區             | 聖克里斯多福及尼維斯君主 | 聯邦總理             | 議會制 |      |
| 阿联酋         | 阿拉伯聯合大公國         | 酋長國         | 阿拉伯聯合大公國總統     | 阿拉伯聯合大公國總理 | 總統制 |      |

## 歷史上聯邦君主制國家列表
| 國家           | 正式全稱                                               | 一級行政區劃             | 國家元首  | 政府首腦 | 政體                                                        | 領土 |
| -------------- | ------------------------------------------------------ | ------------------------ | --------- | -------- | ----------------------------------------------------------- | ---- |
| 波蘭立陶宛聯邦 | 波蘭-立陶宛                                            | 王冠領地、公國           | 國王 大公 | 不適用   | 選舉君主制政合國                                            |      |
| 奥匈帝国       | 帝國議會所代表的王國和皇室領地以及匈牙利聖史蒂芬王冠領 | 奥匈帝国王國領地、直轄區 | 君主      | 首相     | 二元君主制君合國                                            |      |
| 南斯拉夫王國   | 南斯拉夫王國                                           | 省、自治省               | 君主      | 首相     | 君主立憲制                                                  |      |
| 德意志帝國     | 德意志國                                               | 邦國                     | 君主      | 首相     | 君主立憲制                                                  |      |
| 利比亞王國     | 利比亞聯合王國                                         | 自治省                   | 君主      | 首相     | 君主立憲制                                                  |      |
| 馬來聯邦       | 馬來聯邦                                               | 四州府                   | 君主      | 不適用   | 大英帝国保护国                                              |      |
| 马来亚联合邦   | 馬來亞聯合邦                                           | 州                       | 最高元首  | 首相     | 大英帝国保护国（1948年—1957年） 君主立憲制（1957年—1963年） |      |
| 中非联邦       | 羅德西亞與尼亞薩蘭聯邦                                 | 成員國                   | 君主      | 總理     | 君主立憲制                                                  |      |
| 南非聯邦       | 南非聯邦                                               | 屬地                     | 君主      | 總督     | 君主立憲制                                                  |      |
| 西印度群島聯邦 | 西印度群島聯邦                                         | 省                       | 君主      | 总理     | 大英帝国直辖殖民地                                          |      |